# Гретчук Ярослав Петрович
Яросла́в Петро́вич Гретчу́к (*10 грудня 1955, Хриплин — 11 січня 2010, Хриплин) — заслужений журналіст України, член Національної спілки журналістів України, спеціальний кореспондент парламентського телеканалу «Рада» Верховної Ради України, віце-президент Асоціації спортивних журналістів Прикарпаття.

## Біографія
Ярослав Гретчук народився 1955 року неподалік Івано-Франківська. Закінчив факультет журналістики Львівського державного університету імені Івана Франка. Журналіст за фахом, одним із перших в області взяв до рук кіно–, а потім й відеокамеру і не розлучався з нею до останньої хвилини життя. Понад 30 років працював власним кореспондентом Українського телебачення, а пізніше  — парламентського каналу  «Рада». Не один рік охоче співпрацював з місцевими каналами телебачення Івано-Франківщини. 
Завдяки телесюжетам Ярослава Гретчука Україна і світ дізнавалися, як і чим живе Прикарпаття. Його камера майстерно фіксувала найважливіші події з життя області та України. Був закоханий у рідний край, особливо в Карпати, створив про них десятки відеофільмів.
Член Національної спілки журналістів України з 1980 року. Заслужений журналіст України.
Ярослав Гретчук раптово пішов з життя 11 січня 2010 року. Похований на кладовищі у рідному селі Хриплин.
Від 2013 року на Прикарпатті за ініціативи Івано-Франківської обласної спілки журналістів серед працівників масмедіа краю проводять традиційний турнір з міні-футболу пам’яті Ярослава Гретчука.